# Hosur Siddapur, Devadurga
Hosur Siddapur là một làng thuộc tehsil Devadurga, huyện Raichur, bang Karnataka, Ấn Độ.